# Apodotia
Apodotia (greacă Αποδοτία) este un oraș în Grecia în prefectura Aetolia-Acarnania.